# Fareins
Fareins ist eine französische Gemeinde mit 2.524 Einwohnern (Stand: 1. Januar 2022) im Département Ain in der Region Auvergne-Rhône-Alpes; sie gehört zum Arrondissement Bourg-en-Bresse und zum Kanton Villars-les-Dombes. Die Einwohner werden Farinois genannt.

## Geografie
Fareins liegt etwa 29 Kilometer nördlich von Lyon in den Dombes an der Saône, die hier die Grenze zum Département Rhône markiert.
Umgeben wird Fareins von den Nachbargemeinden Messimy-sur-Saône im Norden, Chaleins im Osten, Frans im Südosten und Süden, Beauregard im Süden, Arnas im Westen sowie Saint-Georges-de-Reneins im Nordwesten.

## Bevölkerungsentwicklung
| Jahr                       | 1962 | 1968 | 1975 | 1982 | 1990 | 1999 | 2006 | 2012 | 2021 |
| Einwohner                  | 922  | 871  | 1006 | 1385 | 1545 | 1684 | 1894 | 2196 | 2431 |
| Quellen: Cassini und INSEE |      |      |      |      |      |      |      |      |      |

## Sehenswürdigkeiten
- Kirche Notre-Dame-de-l'Assomption aus dem 16. Jahrhundert
- Schloss Fléchères aus dem 17. Jahrhundert, seit 1985 Monument historique
- Schloss Bouchet aus dem 19. Jahrhundert

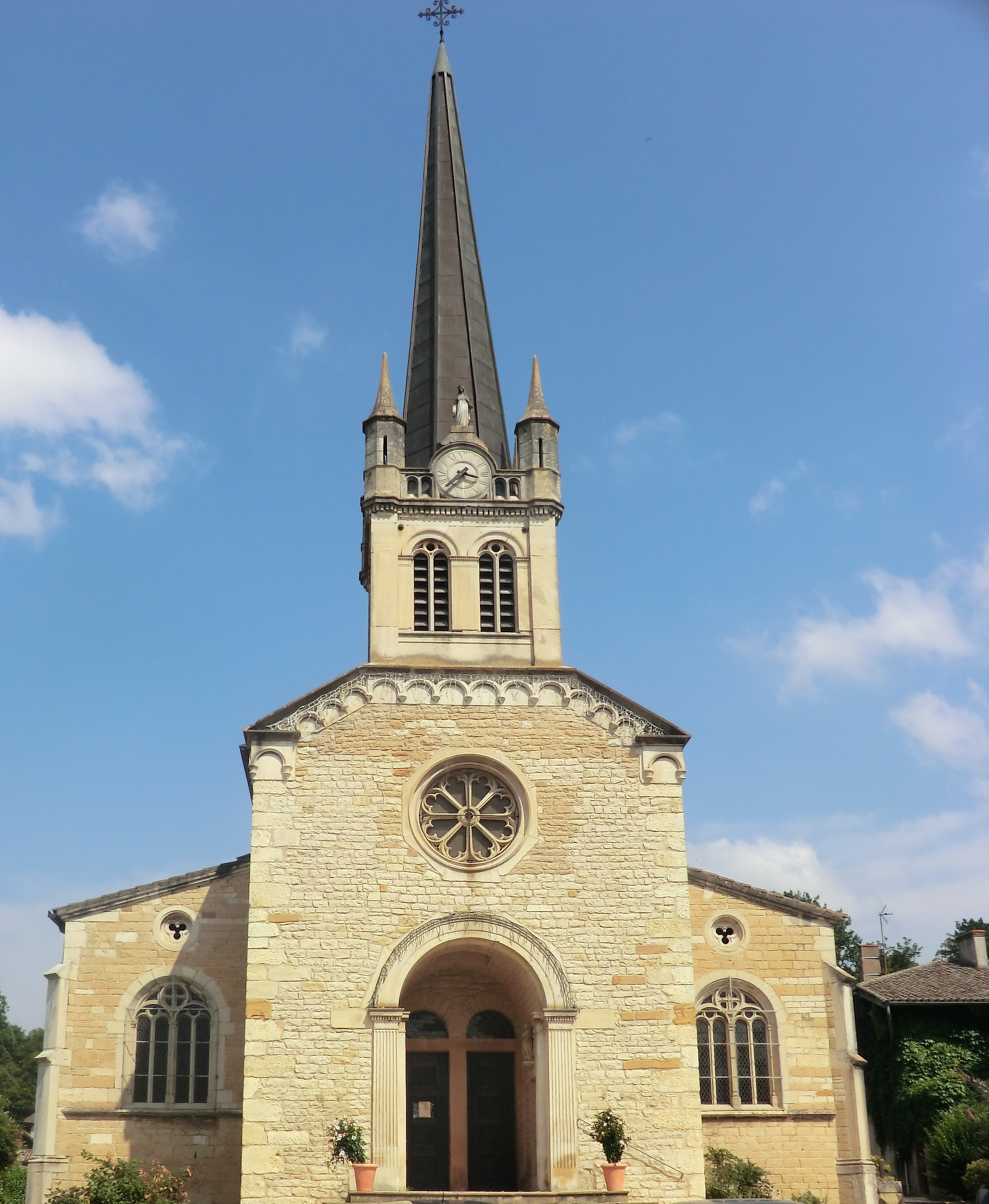
Kirche Notre-Dame-de-l'Assomption
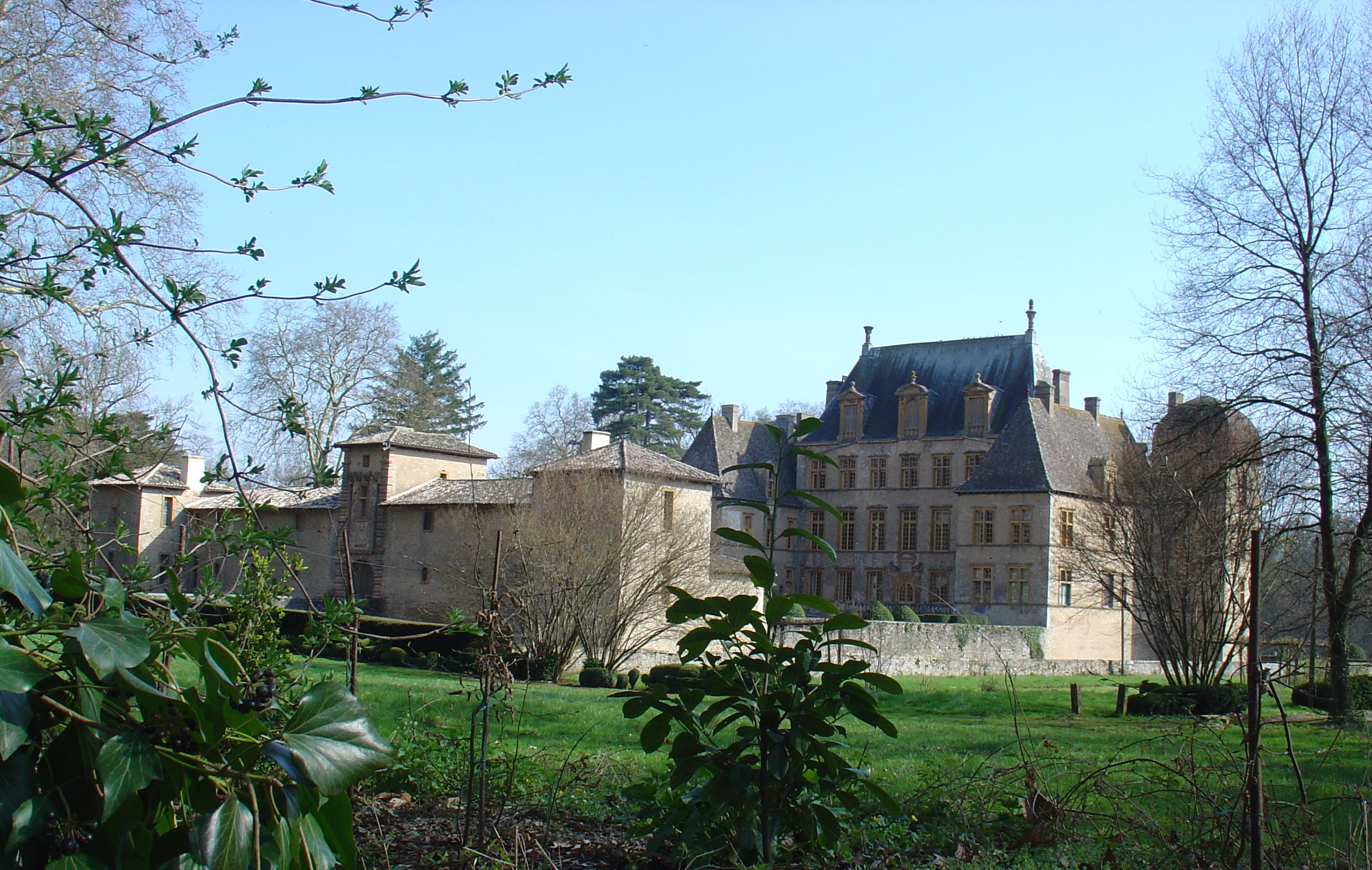
Schloss Fléchères
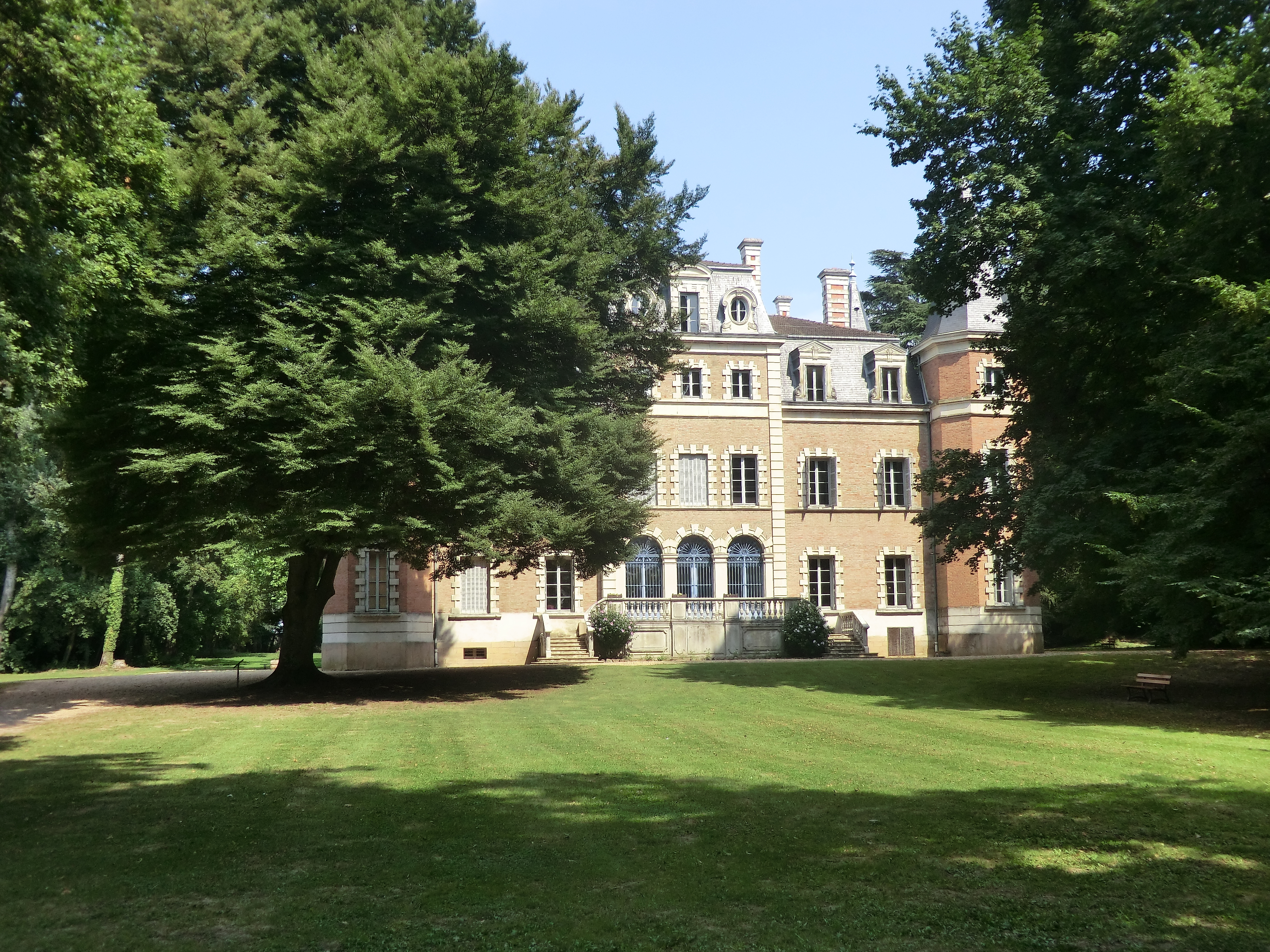
Schloss Bouchet
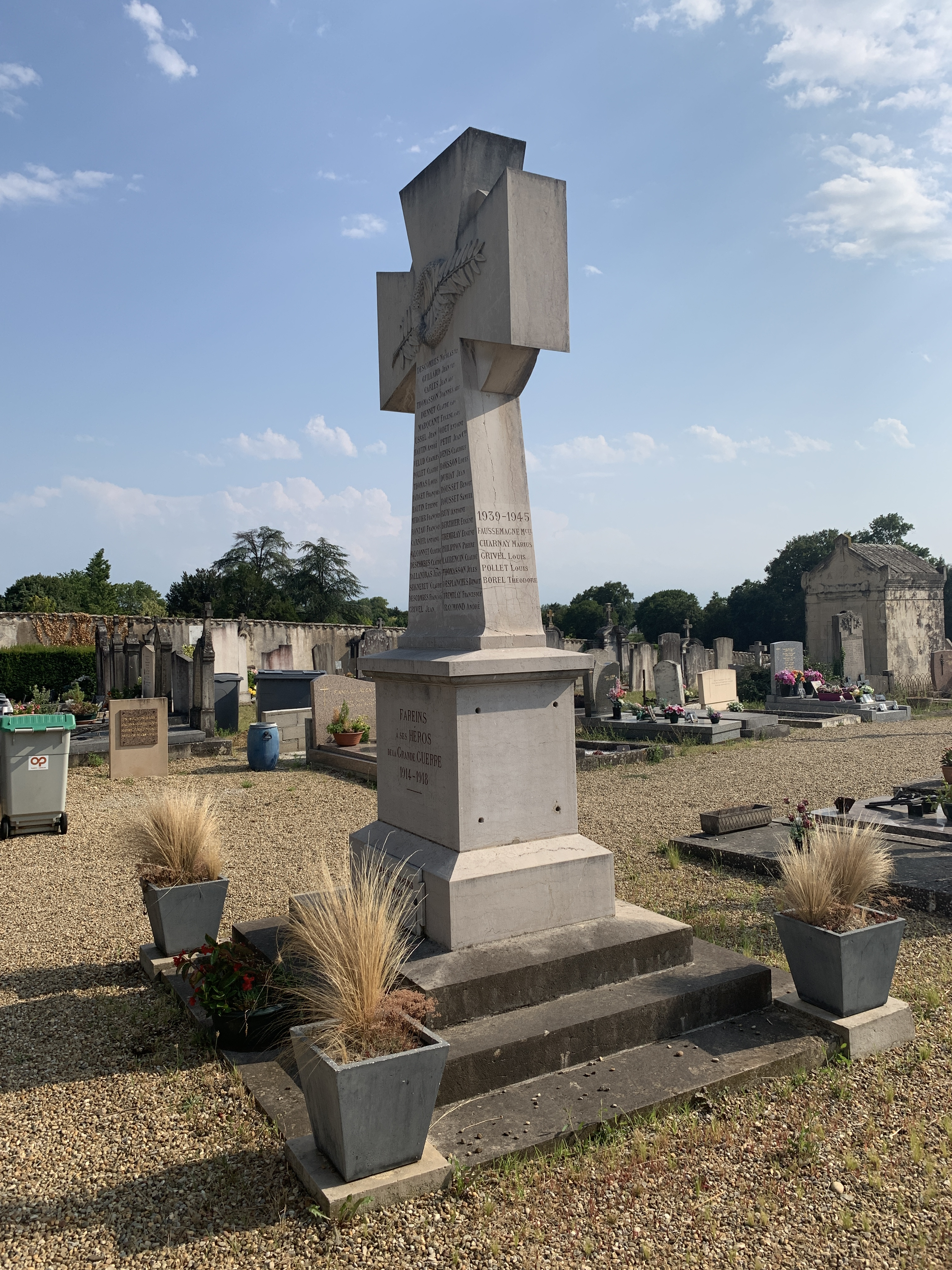
Gefallenendenkmal

## Persönlichkeiten
- Étienne Carjat (1828–1906), Journalist und Fotograf